# Boppard (stacja kolejowa)
Boppard – stacja kolejowa w Boppard, w kraju związkowym Nadrenia-Palatynat, w Niemczech. Znajdują się tu 2 perony.